# Spongia conifera
Spongia conifera är en svampdjursart som först beskrevs av Lendenfeld 1886.  Spongia conifera ingår i släktet Spongia och familjen Spongiidae. Inga underarter finns listade i Catalogue of Life.